# Roger Loppacher i Crehuet
Roger Loppacher i Crehuet (Barcelona, 1956) és un advocat català que ha ocupat diversos càrrecs en l'Administració de la Generalitat de Catalunya, entre els quals el de president del Consell de l'Audiovisual de Catalunya entre els anys 2012 i 2022. També ha estat vicepresident del Consell de Govern de la Corporació Catalana de Mitjans Audiovisuals, director general de Mitjans Audiovisuals, secretari general dels departaments d’Interior (1999-2001) i Governació (1995-1999), i vicepresident del Consell d’Administració del Centre de Telecomunicacions de la Generalitat. Actualment és el president de l'Autoritat Catalana de la Competència.